# Kazimierz Zaliwski
Kazimierz (Marcin) Zaliwski herbu Junosza (zm. przed 20 lipca 1658 roku) – cześnik drohicki od 1640 roku.
Poseł jednego z sejmików województwa podlaskiego na sejm 1653 roku.